# ناحیه آما
ناحیه آما (به یاقوتی: Амма улууһа) یک منطقهٔ مسکونی در روسیه است که در یاقوتستان واقع شده‌است.